# Елісон Маколлі
Елісон Маколлі (швед. Elison Makolli, нар. 10 січня 2005, Мальме, Швеція) — шведський футболіст косовського походження, захисник клубу «Мальме».

## Ігрова кар'єра

### Клубна
Елісон Маколлі є вихованцем клубної академії «Мальме», де він починав грати в юнацьких командах. Восени 2021 року футболіст брав участь у матчах Юнацької ліги УЄФА. В жовтні 2022 року Маколлі вперше потрапив до заявки основного складу на матч чемпіонату країни але на поле того разу не виходив.
На початку 2023 року Маколлі проходив передсезонні збори з головною командою клубу. 4 квітня підписав з клубом перший професійний контракт. 1 липня у матчі чемпіонату Швеції проти «Сіріуса» Маколлі дебютував в першій команді клубу.

### Збірна
Елісон Маколлі народився у Швеції і має косовське походження. Та у 2024 році він дебютував у складі молодіжної збірної Швеції.

## Титули
Мальме
 Чемпіон Швеції (2): 2023, 2024
 Переможець Кубка Швеції: 2023/24